# Purpurne bakterije
Purpurne bakterije ili purpurne fotosintetičke bakterije su proteobakterije koje su fototrofne. One imaju sposobnost produkcije sopstvene hrane putem fotosinteze. One su pigmentisane bakteriohlorofilom a ili b, zajedno sa raznim karotenoidima, koji im daju boje u opsegu od ljubičaste, crvene, smeđe, i narandžaste boje. One se dele u dve grupe – purpurne sumporne bakterije (Chromatiales, delom) i purpurne nesumporne bakterije (Rhodospirillaceae).

## Metabolism
Purpurne bakterije su uglavnom fotoautotrofne, ali isto tako postoje hemoautotrofi i fotoheterotrofi. One mogu da budu miksotrofi, sa sposobnošću aerobne respiracije i fermentacije.

### Lokacija
Fotosinteza se odvija u reakcionim centerima na ćelijskoj membrani, gde fotosintetski pigmenti (i.e. bakteriohlorofil, karotenoidi) i proteini koji okružuju pigmente formiraju vezikularne vrećice, cevčice, ili jednostruko spregnute ili naslagane lamelarne ploče. To se naziva intracitoplazmičnom membranom (ICM) kojom se povećava površinska oblast radi ostvarivanja maksimalne apsorpcije svetlosti.

### Mehanizam
Purpurne bakterije koriste ciklični transport elektrona koji pokreće serija redoks reakcija. Kompleksi prikupljanja svetlosti okružuju reakcione centre (RC) u kojima fotoni formiraju energiju rezonancije, pobuđujući hlorofilne pigmente P870 ili P960. Pobuđeni elektroni cirkulišu od P870 do hinona QA i QB, zatim prelaze na citohrom bc1, citohrom c2, i nazad na P870. Redukovani hinon QB privlači dva citoplazmična protona i postaje QH2, dok ne bude oksidovan i tad se protoni oslobađaju i bivaju pumpani u periplazmu pomoću kompleksa citohroma bc1. Rezultirajuće razdvajanje naelektrisanja između citoplazme i periplazme generiše protonsku pogonsku silu koju koristi ATP sintaza za produkciju ATP energije.

### Elektronski donori za anabolizam
Purpurne bakterije isto tako prenose elektrone sa spoljašnjih elektronskih donora direktno na citohrom bc1 čime se generiše NADH ili NADPH, koji se koristi za anabolizam. One su anoksigene pošto one ne koriste vodu kao donor elektrona za produkciju kiseonika. Jedan tip purpurnih bakterija, zvani purpurne sumporne bakterije (PSB), koristi sulfid ili sumpor kao elektronske donore. Jedan drugi tip, zvani purpurne nesumporne bakterije, tipično koristi vodonik kao donor elektrona ali isto tako može da koristi sulfid ili organska jedinjenja na nižim koncentracijama.
Purpurnim bakterijama nedostaju eksterni nosioci elektrona da spontano redukuju |NAD(P)+ do NAD(P)H, tako da one moraju da koriste svoje redukovane hinone da endergonski redukuju NAD(P)+. Ovaj proces pokreće protonska pokretačka sila i naziva se reverznim elektronskim protokom.